# Cunipert
Cunipert el Pietós, també conegut com a Cunibert o Cunimpert (vers 660 - Pavia, 700) va ser rei dels llombards i el rei d'Itàlia (688 a 700).

## L'associació al tron
Cunipert va néixer (probablement a Pavia, potser a Milà) a l'entorn del 660: el 662 quan el seu pare Pertari va fugir al país dels àvars perquè estava amenaçat pel poder de Grimoald, Cunipert era molt petit, segons els informes de Pau el Diaca (IV, 51).
Associat al tron pel seu pare Pertari el 680, després de recuperar el tron el 671, des dels primers anys de co-govern va exercir una influència considerable en la política del regne. El 680-681 va signar en nom del seu pare, un tractat de pau amb l'Imperi Romà d'Orient que, a canvi de donar-li una major expansió territorial, sancionava el reconeixement formal del govern llombard per Constantinoble.
La cooptació al tron fou probablement la metxa que es va encendre la revolta dels ducs de les regions nord-orientals del regne, que es van oposar a la política de Pertari, defensant una política guerrera i d'orientació religiosa diferent (una part dels llombards encara eren pagans, arrians o del cisma tricapitolí, però el rei afavoria als catòlics) de la política dinàstica, procatòlica i pacifista portada a terme per la dinastia bavaresa encarnada per Pertari i Cunipert. La revolta va ser liderada pel duc de Trento Alahis, un amic de Cunipert; després d'un atac dels bavaresos, aliats a Pertari, que va fer tancar a Alahis a Trento, aquesta fou assetjada per Pertari sense èxit; en virtut de la relació de Cunipert amb Alahis, el co-regent va iniciar negociacions i va tenir èxit en l'obtenció d'una reconciliació temporal, però el preu de l'acord va ser la cessió a Alahis del ducat de Brèscia.

## Rebel·lions
Va succeir al seu pare quan aquest va morir el 688, i aviat es va enfrontar a una nova rebel·lió d'Alahis, en aquest mateix any; el duc va ser capaç d'allunyar de la capital, Pavia, al rei, i Alahis va aprofitar per ocupar la capital reial mentre Cunibert es va haver de refugiar a l'illa Comacina. El 689, amb el suport del clergat catòlic i de la població, va ser capaç de reunir un exèrcit amb el qual es va enfrontar a l'usurpador en la batalla de Coronate o Cornate a la vora del riu Adda que marcava la frontera entre la part occidental i oriental del regne longobard. La batalla, en la qual va morir Alahis, va acabar amb la victòria de Cunipert.
Uns anys més tard, també a la part oriental, va esclatar una nova rebel·lió. El seu cap fou el comandant de les fortificacions de Ragogna, a Udine, Ansfrid. Després d'haver usurpat breument el tron del ducat de Friuli (694), governat abans per Rodoald, el rebel va intentar ocupar Pavia el 698, Cunipert va aconseguir fer-lo presoner a Verona i el va condemnar a l'exili. En el seu lloc es va instal·lar un fidel germà Rodoaldo a ell, Adó o Adonis, aconseguir la pacificació de la part nord-oriental del regne.

## La política religiosa
Cunipert fou filo-catòlic continuant amb la política tradicional de la dinastia bavaresa; va fundar diversos monestirs i va acabar amb el cisma tricapitolí convocant (d'acord amb el papa Sergi I) un sínode a Pavia en 698, que va decretar el retorn dels últims italoromans d'obediència rebel (roccofarti, com algunes diòcesis sufragànies d'Aquileia) a la submissió a Roma.
Durant el regnat de Cunipert es va completar la conversió dels longobards al catolicisme, a excepció d'elements aïllats, i després va augmentar la cohesió del regne (encara que els ducats del centre i el sud van recuperar una mica de la seva autonomia, que havia limitat Grimuald). Va morir l'any 700 amb gran pena del seu poble, que l'havia estimat pel seu esperit cavalleresc. El va succeir el seu fill Luitpert.